# Calcio Padova 2018-2019
Questa voce raccoglie le informazioni riguardanti il Calcio Padova nelle competizioni ufficiali della stagione 2018-2019.

## Stagione
Il Padova nella stagione 2018-2019 disputa il suo trentottesimo campionato in Serie B della sua storia e partecipa alla Coppa Italia.
Durante la sessione estiva di calciomercato, il Padova acquista a titolo definitivo Capelli dallo Spezia, Della Rocca dalla Salernitana, Mattia Minesso dal Bassano e Merelli dall'Atalanta, acquistato dopo aver terminato il prestito proprio al Padova. Arrivano al Padova con la formula del prestito Ceccaroni dallo Spezia, Bonazzoli dalla Sampdoria, Perisan dall'Udinese, Broh dal Sassuolo e Clemenza e Vogliacco entrambi dalla Juventus. Al termine del prestito, tornano al Calcio Padova De Cenco dalla Pistoiese, Scevola dal Rieti, Favaro dal Mestre e Chinellato dall'Alessandria.
Il Padova cede a titolo definitivo Zivkov alla Reggina, Chajari all'Este, Bindi al Pordenone Candido al Rimini e Russo al Siena. Viene ceduto in prestito Burigana al Belluno Piovanello al Bari e De Cenco a Südtirol. Terminato il prestito al Padova, Lanini torna alla Juventus, Bellemo alla SPAL, Gliozzi al Sassuolo e Fabris al Venezia.
In Coppa Italia, il Padova si ferma al 3º Turno eliminatorio dopo la sconfitta esterna contro il Bologna.
Il 6 novembre, dopo una serie di giornate senza vittorie che portano la squadra in zona play-out, la società decide di esonerare l'allenatore Pierpaolo Bisoli sostituendolo con Claudio Foscarini. Non ottenendo i risultati sperati e finendo ultima in classifica, il 28 dicembre, la società decide di esonerare Foscarini e riconsegnare la guida tecnica a Bisoli.
Durante la sessione invernale di calciomercato il Padova acquista a titolo definitivo Minelli dal Brescia, Anđelković dal Venezia, Cherubin dal Verona, Longhi dal Brescia e Morganella dal Rapperswil-Jona. Arriva in prestito Calvano dal Verona, Lollo dall'Empoli, Barisić dal Catania e Baraye dal Parma; Mbakogu arriva invece da svincolato mentre il Padova rescinde il contratto con Pinzi e con Della Rocca. A febbraio, viene raggiunto un accordo con Andrea Cocco che giunge da svincolato.
Cede poi in prestito Cisco all'Albissola, Chinellato al Gubbio, Guidone al Vis Pesaro, Vogliacco al Pordenone e Scevola al Tabor Sežana; cede a titolo definitivo Minesso al Pisa, Contessa al Feralpisalò, Sarno al Catania e Salviato al L.R. Vicenza. Consensualmente si decide di terminare il prestito di Perisan che torna così all'Udinese.
Dopo la 29ª giornata, viene esonerato nuovamente Pierpaolo Bisoli, a cui subentra l'allenatore della Primavera Matteo Centurioni. Nonostante i tentativi, il Padova non riesce a recuperare sufficienti punti per la salvezza e con il pareggio a Benevento viene condannata aritmeticamente alla Serie C con una giornata di anticipo.

## Divise e sponsor
Sponsor tecnico sono Emporio Sport Padova e Kappa. Gli altri sponsor principali sono Italiana Assicurazioni, Zanutta, Noah, Tiemme Costruzioni, Immobiliare Advantage e Australian. Due nuovi sponsor istituzionali unici per tutta la Serie B: Unibet come Top Sponsor posteriore e Facile ristrutturare sulla manica sinistra come patch.
Diversamente dall'anno precedente, la prima maglia è completamente bianca, con il classico stemma dei "biancoscudati". In rosso invece il lettering Kappa cucito sul petto e gli "Omini" sempre dello sponsor stesso, applicati sulle maniche e sui lati dei pantaloncini. Il font di nomi e numeri è sempre squadrato e spigoloso; sul petto sono riportati i due sponsor Italiana Assicurazioni e Zanutta. La seconda maglia vede un vero e proprio cambiamento con un completo blu oltremare, come nelle stagioni dal '94 al '96 – omaggio al colore usato da Giotto nella Cappella degli Scrovegni – con bordini bianchi sulle maniche. Sono presenti anche una fascia bianca verticale sul petto, con al centro una croce blu – la croce dello scudo, simbolo della città. Sul fianco sinistro è riportata la figura bianca di un cavallo con il suo cavaliere, il Gattamelata; gli stemmi Kappa sono presenti anche in questa versione ma di colore bianco.
| Casa | Trasferta | Terza divisa |

## Organigramma societario
Area direttiva
- Presidente: Roberto Bonetto
- Vicepresidente: Edoardo Bonetto
- Consigliere e amministratore delegato: Roberto Bonetto
- Altri Consiglieri: Moreno Beccaro, Alessandra Bianchi, Daniele Boscolo Meneguolo, Fabio Pinelli, Filippo Pancolini, Giampaolo Salot, Roberto Vitulo

Area amministrativa
- Segretario sportivo: Fabio Pagliani
- Amministrazione: Benedetto Facchinato
- Responsabile organizzativo settore giovanile: Michele Capovilla
- Responsabile biglietteria: Riccardo Zanetto
- Collaboratore biglietteria: Alessandro Agostini
- Collaboratore segreteria e logistica: Francesco Stecca

Area comunicazione e marketing
- Responsabile marketing: Enrico Candeloro (World Appeal)
- Relazioni con gli sponsor: Giulia Berti  (World Appeal)
- Responsabile commerciale: Massimo Minetto (World Appeal)
- Immagine e direzione house organ: Ferruccio Ruzzante
- Ufficio stampa e SLO: Massimo Candotti
- Web editor e social manager: Dante Piotto

Area tecnica
- Direttore Generale e Responsabile Area Tecnica: Giorgio Zamuner
- Responsabile settore giovanile: Fulvio Simonini
- Dirigente: Marcelo Mateos
- Dirigente accompagnatore: Rosario Ferrigno
- Allenatore: Pierpaolo Bisoli, poi Claudio Foscarini, poi Pierpaolo Bisoli, poi Matteo Centurioni
- Allenatore in seconda: Simone Groppi, poi Alessandro Turone, poi Simone Groppi, poi Massimiliano Esposito
- Preparatore atletico: Danilo Chiodi, Matteo Zambello
- Preparatore portieri: Adriano Zancopè
- Team manager: Simone Viale
- Responsabile area medica: Pierantonio Michieli

## Rosa
Aggiornata al 27 febbraio 2019.
| N. |                    | Ruolo | Calciatore               |
| -- | ------------------ | ----- | ------------------------ |
| 1  | Italia (bandiera)  | P     | Samuele Perisan          |
| 1  | Italia (bandiera)  | P     | Stefano Minelli          |
| 2  | Guinea (bandiera)  | A     | Cherif Karamoko          |
| 3  | Italia (bandiera)  | D     | Sergio Contessa          |
| 3  | Italia (bandiera)  | D     | Nicolò Cherubin          |
| 4  | Italia (bandiera)  | C     | Riccardo Serena          |
| 5  | Italia (bandiera)  | D     | Trevor Trevisan          |
| 6  | Italia (bandiera)  | D     | Pietro Ceccaroni         |
| 7  | Italia (bandiera)  | C     | Nico Pulzetti (capitano) |
| 8  | Italia (bandiera)  | A     | Mattia Minesso           |
| 8  | Italia (bandiera)  | C     | Simone Calvano           |
| 9  | Italia (bandiera)  | A     | Marco Guidone            |
| 9  | Nigeria (bandiera) | A     | Jeremy Mbakogu           |
| 10 | Italia (bandiera)  | A     | Vincenzo Sarno           |
| 10 | Senegal (bandiera) | A     | Yves Baraye              |
| 11 | Italia (bandiera)  | C     | Giampiero Pinzi          |
| 11 | Italia (bandiera)  | C     | Lorenzo Lollo            |
| 12 | Italia (bandiera)  | P     | Alessandro Favaro        |
| 13 | Italia (bandiera)  | D     | Daniele Capelli          |
| 14 | Etiopia (bandiera) | D     | Eyob Zambataro           |
| 15 | Italia (bandiera)  | C     | Jérémie Broh             |
| 16 | Italia (bandiera)  | C     | Nicola Madonna           |
| 17 | Italia (bandiera)  | A     | Enrico Piovanello        |

| N. |                     | Ruolo | Calciatore            |
| -- | ------------------- | ----- | --------------------- |
| 17 | Svizzera (bandiera) | C     | Michel Morganella     |
| 18 | Italia (bandiera)   | C     | Davide Mazzocco       |
| 19 | Italia (bandiera)   | A     | Luca Moro             |
| 20 | Italia (bandiera)   | D     | Luca Ravanelli        |
| 21 | Italia (bandiera)   | A     | Davide Marcandella    |
| 22 | Italia (bandiera)   | P     | Davide Merelli        |
| 23 | Italia (bandiera)   | D     | Daniel Cappelletti    |
| 25 | Italia (bandiera)   | C     | Luca Belingheri       |
| 26 | Italia (bandiera)   | A     | Andrea Cisco          |
| 27 | Italia (bandiera)   | A     | Federico Bonazzoli    |
| 28 | Italia (bandiera)   | A     | Alessandro Capello    |
| 29 | Italia (bandiera)   | D     | Alessandro Vogliacco  |
| 30 | Italia (bandiera)   | C     | Matteo Scevola        |
| 30 | Slovenia (bandiera) | A     | Maks Barisić          |
| 31 | Italia (bandiera)   | D     | Michele Russo         |
| 31 | Italia (bandiera)   | A     | Andrea Cocco          |
| 32 | Italia (bandiera)   | C     | Francesco Della Rocca |
| 32 | Italia (bandiera)   | D     | Alessandro Longhi     |
| 33 | Italia (bandiera)   | D     | Simone Salviato       |
| 34 | Italia (bandiera)   | A     | Matteo Chinellato     |
| 35 | Italia (bandiera)   | C     | Matteo Mandorlini     |
| 36 | Slovenia (bandiera) | D     | Siniša Anđelković     |
| 38 | Italia (bandiera)   | C     | Luca Clemenza         |

## Calciomercato

### Sessione estiva(dal 01/07 al 31/08)
| Acquisti | Acquisti              | Acquisti    | Acquisti              |
| R.       | Nome                  | da          | Modalità              |
| -------- | --------------------- | ----------- | --------------------- |
| D        | Daniele Capelli       | Spezia      | definitivo (250000 €) |
| C        | Francesco Della Rocca | Salernitana | definitivo (400000 €) |
| C        | Mattia Minesso        | Bassano     | definitivo (400000 €) |
| P        | Davide Merelli        | Atalanta    | definitivo (100000 €) |
| D        | Pietro Ceccaroni      | Spezia      | prestito              |
| A        | Federico Bonazzoli    | Sampdoria   | prestito              |
| P        | Samuele Perisan       | Udinese     | prestito              |
| C        | Jérémie Broh          | Sassuolo    | prestito              |
| C        | Luca Clemenza         | Juventus    | prestito              |
| D        | Alessandro Vogliacco  | Juventus    | prestito              |
| A        | Caio De Cenco         | Pistoiese   | fine prestito         |
| C        | Matteo Scevola        | Rieti       | fine prestito         |
| P        | Alessandro Favaro     | Mestre      | fine prestito         |
| A        | Matteo Chinellato     | Alessandria | fine prestito         |

| Cessioni | Cessioni           | Cessioni  | Cessioni              |
| R.       | Nome               | a         | Modalità              |
| -------- | ------------------ | --------- | --------------------- |
| D        | Peter Zivkov       | Reggina   | definitivo (50000 €)  |
| C        | Othman Chajari     | Este      | definitivo (50000 €)  |
| P        | Giacomo Bindi      | Pordenone | definitivo (300000 €) |
| C        | Roberto Candido    | Rimini    | definitivo (225000 €) |
| D        | Michele Russo      | Siena     | definitivo (200000 €) |
| P        | Piero Burigana     | Belluno   | prestito              |
| A        | Enrico Piovanello  | Bari      | prestito              |
| A        | Caio De Cenco      | Südtirol  | prestito              |
| P        | Davide Merelli     | Atalanta  | fine prestito         |
| A        | Eric Lanini        | Juventus  | fine prestito         |
| C        | Alessandro Bellemo | SPAL      | fine prestito         |
| A        | Ettore Gliozzi     | Sassuolo  | fine prestito         |
| C        | Vittorio Fabris    | Venezia   | fine prestito         |

### Sessione invernale(dal 02/01 al 31/01)
| Acquisti | Acquisti          | Acquisti        | Acquisti                    |
| R.       | Nome              | da              | Modalità                    |
| -------- | ----------------- | --------------- | --------------------------- |
| P        | Stefano Minelli   | Brescia         | definitivo (1 milione di €) |
| A        | Jeremy Mbakogu    | svinvolato      |                             |
| D        | Siniša Anđelković | Venezia         | definitivo (500000 €)       |
| D        | Nicolò Cherubin   | Verona          | definitivo (250000 €)       |
| C        | Simone Calvano    | Verona          | prestito                    |
| D        | Alessandro Longhi | Brescia         | definitivo (650000 €)       |
| C        | Lorenzo Lollo     | Empoli          | prestito                    |
| C        | Michel Morganella | Rapperswil-Jona | definitivo (400000 €)       |
| A        | Maks Barisić      | Catania         | prestito                    |
| A        | Yves Baraye       | Parma           | prestito                    |
| A        | Andrea Cocco      | svincolato      |                             |

| Cessioni | Cessioni              | Cessioni     | Cessioni              |
| R.       | Nome                  | a            | Modalità              |
| -------- | --------------------- | ------------ | --------------------- |
| C        | Giampiero Pinzi       |              | rescissione           |
| A        | Andrea Cisco          | Albissola    | prestito              |
| C        | Mattia Minesso        | Pisa         | definitivo (400000 €) |
| D        | Sergio Contessa       | Feralpisalò  | definitivo (300000 €) |
| A        | Matteo Chinellato     | Gubbio       | prestito              |
| P        | Samuele Perisan       | Udinese      | fine prestito         |
| A        | Marco Guidone         | Vis Pesaro   | prestito              |
| A        | Alessandro Vogliacco  | Pordenone    | prestito              |
| A        | Vincenzo Sarno        | Catania      | definitivo (150000 €) |
| C        | Francesco Della Rocca |              | rescissione           |
| D        | Simone Salviato       | L.R. Vicenza | definitivo (150000 €) |
| C        | Matteo Scevola        | Tabor Sežana | prestito              |

## Risultati
Fonte spettatori:

### Serie B

#### Girone di andata
| Arbitro: | Fourneau (Roma) |

|            |           |               |
| Almici 23’ | Marcatori | 36’ Ravanelli |

| Arbitro: | Ghersini (Genova) |

|               |           |  |
| Ravanelli 40’ | Marcatori |  |

| Arbitro: | Di Paolo (Avezzano) |

|                                          |           |  |
| Di Tacchio 26’ Casasola 65’ Anderson 69’ | Marcatori |  |

| Arbitro: | Abbattista (Molfetta) |

|              |           |             |
| Clemenza 26’ | Marcatori | 81’ Claiton |

| Arbitro: | Di Martino (Teramo) |

|                         |           |             |
| Kragl 62’ Cicerelli 85’ | Marcatori | 8’ Mazzocco |

| Arbitro: | Volpi (Arezzo) |

|                             |           |                                |
| Cisco 90’ Cappelletti 90+5’ | Marcatori | 26’ Brugman 50’ (rig.) Mancuso |

| Arbitro: | Rapuano (Rimini) |

|                                                  |           |                 |
| Tremolada 61’ A. Donnarumma 72’, 86’ (rig.), 89’ | Marcatori | 16’ Cappelletti |

| Arbitro: | Serra (Torino) |

|                          |           |               |
| Spinelli 12’ Firenze 76’ | Marcatori | 64’ Bonazzoli |

| Padova 27 ottobre 2018, ore 15:00 CEST 9ª Giornata | Padova            | 0 – 0 referto | Spezia | Stadio Euganeo (6 502 spett.)\| Arbitro: \| Piscopo (Imperia) \| |
| Arbitro:                                           | Piscopo (Imperia) |               |        |                                                                  |

| Arbitro: | Pillitteri (Palermo) |

|                                      |           |                                    |
| Verre 17’ Falasco 56’ El Yamiq 90+2’ | Marcatori | 45’ (rig.) Capello 75’ Cappelletti |

| Padova 3 novembre 2018, ore 15:00 CET 11ª Giornata | Padova       | 0 – 0 referto | Cittadella | Stadio Euganeo (7 500 spett.)\| Arbitro: \| Nasca (Bari) \| |
| Arbitro:                                           | Nasca (Bari) |               |            |                                                             |

| Arbitro: | Ros (Pordenone) |

|                       |           |                                        |
| Ngombo 20’ Brosco 82’ | Marcatori | 26’ Bonazzoli 60’ Capello 79’ Mazzocco |

| Arbitro: | Rapuano (Rimini) |

|  |           |             |
|  | Marcatori | 35’ Jelenič |

| Arbitro: | Marini (Roma) |

|                                   |           |                      |
| Baclet 59’ (rig.) Garritano 90+4’ | Marcatori | 27’ (rig.) Bonazzoli |

| Arbitro: | Dionisi (L'Aquila) |

|               |           |                                             |
| Bonazzoli 30’ | Marcatori | 43’ Trajkovski 68’ Rajković 70’ Nestorovski |

| 15 dicembre 2018 16ª giornata |  | – Turno di riposo Padova |  |  |

| Arbitro: | Volpi (Arezzo) |

|                                      |           |                                           |
| Scavone 9’ Armellino 28’ Lucioni 71’ | Marcatori | 68’ (rig.) Capello 90+2’ (rig.) Bonazzoli |

| Arbitro: | Illuzzi (Molfetta) |

|  |           |             |
|  | Marcatori | 79’ Improta |

| Arbitro: | Di Paolo (Avezzano) |

|                     |           |                |
| Diamanti 76’ (rig.) | Marcatori | 45+2’ Clemenza |

#### Girone di ritorno
| Arbitro: | Nasca (Bari) |

|                                 |           |  |
| Mbakogu 13’, 53’ Morganella 68’ | Marcatori |  |

| Arbitro: | Sacchi (Macerata) |

|                                  |           |              |
| Segre 5’ Di Mariano 90+3’ (rig.) | Marcatori | 85’ Trevisan |

| Padova 2 febbraio 2019, ore 15:00 CET 22ª Giornata | Padova              | 0 – 0 referto | Salernitana | Stadio Euganeo (6 865 spett.)\| Arbitro: \| Di Martino (Teramo) \| |
| Arbitro:                                           | Di Martino (Teramo) |               |             |                                                                    |

| Cremona 9 febbraio 2019, ore 15:00 CET 23ª Giornata | Cremonese                | 0 – 0 referto | Padova | Stadio Giovanni Zini (6 055 spett.)\| Arbitro: \| Guccini (Albano Laziale) \| |
| Arbitro:                                            | Guccini (Albano Laziale) |               |        |                                                                               |

| Arbitro: | Piscopo (Imperia) |

|             |           |               |
| Capello 89’ | Marcatori | 45’ Chiaretti |

| Arbitro: | Fourneau (Roma) |

|                        |           |  |
| Mancuso 4’ (rig.), 18’ | Marcatori |  |

| Arbitro: | Baroni (Firenze) |

|              |           |          |
| Mazzocco 57’ | Marcatori | 77’ Ndoj |

| Padova 2 marzo 2019, ore 15:00 CET 27ª Giornata | Padova              | 0 – 0 referto | Crotone | Stadio Euganeo (7 576 spett.)\| Arbitro: \| Di Paolo (Avezzano) \| |
| Arbitro:                                        | Di Paolo (Avezzano) |               |         |                                                                    |

| Arbitro: | Prontera (Bologna) |

|  |           |                    |
|  | Marcatori | 16’, 56’ Bonazzoli |

| Arbitro: | Abbattista (Molfetta) |

|  |           |         |
|  | Marcatori | 18’ Han |

| Arbitro: | Rapuano (Rimini) |

|             |           |             |
| Moncini 74’ | Marcatori | 52’ Capello |

| Arbitro: | Pezzuto (Lecce) |

|             |           |                                  |
| Capello 44’ | Marcatori | 41’ (rig.) Ninković 57’ Rossetti |

| Arbitro: | Piccinini (Forlì) |

|                          |           |             |
| Concas 42’ Arrighini 78’ | Marcatori | 12’ Mbakogu |

| Padova 14 aprile 2019, ore 15:00 CEST 33ª Giornata | Padova         | 0 – 0 referto | Cosenza | Stadio Euganeo (7 249 spett.)\| Arbitro: \| Serra (Torino) \| |
| Arbitro:                                           | Serra (Torino) |               |         |                                                               |

| Arbitro: | Illuzzi (Molfetta) |

|                |           |              |
| Trajkovski 14’ | Marcatori | 15’ Pulzetti |

| 27 aprile 2019 35ª Giornata |  | – Turno di riposo Padova |  |  |

| Arbitro: | Illuzzi (Molfetta) |

|                           |           |                    |
| Baraye 3’ Cappelletti 56’ | Marcatori | 74’ (rig.) Mancosu |

| Arbitro: | Maggioni (Lecco) |

|                               |           |                                        |
| Coda 10’, 90+4’ Caldirola 80’ | Marcatori | 1’ Pulzetti 57’ Bonazzoli 90+2’ Baraye |

| Arbitro: | Rapuano (Rimini) |

|              |           |               |
| Mazzocco 66’ | Marcatori | 32’ Giannetti |

### Coppa Italia

#### Turni eliminatori
| Arbitro: | Abbattista (Molfetta) |

|             |           |  |
| Capelli 50’ | Marcatori |  |

| Arbitro: | Fabbri (Ravenna) |

|                               |           |  |
| Dzemaili 70’ (rig.) Dijks 77’ | Marcatori |  |

## Statistiche
Statistiche aggiornate all'11 maggio 2019.

### Statistiche di squadra
| Competizione | Punti | In casa | In casa | In casa | In casa | In casa | In casa | In trasferta | In trasferta | In trasferta | In trasferta | In trasferta | In trasferta | Totale | Totale | Totale | Totale | Totale | Totale | DR  |
| Competizione | Punti | G       | V       | N       | P       | Gf      | Gs      | G            | V            | N            | P            | Gf           | Gs           | G      | V      | N      | P      | Gf     | Gs     | DR  |
| ------------ | ----- | ------- | ------- | ------- | ------- | ------- | ------- | ------------ | ------------ | ------------ | ------------ | ------------ | ------------ | ------ | ------ | ------ | ------ | ------ | ------ | --- |
| Serie B      | 31    | 18      | 3       | 10      | 5       | 14      | 15      | 18           | 2            | 6            | 10           | 22           | 32           | 36     | 5      | 16     | 15     | 36     | 47     | -11 |
| Coppa Italia | -     | 1       | 1       | 0       | 0       | 1       | 0       | 1            | 0            | 0            | 1            | 0            | 2            | 2      | 1      | 0      | 1      | 1      | 2      | -1  |
| Totale       | -     | 19      | 4       | 10      | 5       | 15      | 15      | 19           | 2            | 6            | 11           | 22           | 34           | 38     | 6      | 16     | 16     | 37     | 49     | -12 |

### Andamento in campionato
| Giornata  | 1 | 2 | 3  | 4  | 5  | 6  | 7  | 8  | 9  | 10 | 11 | 12 | 13 | 14 | 15 | 16 | 17 | 18 | 19 | 20 | 21 | 22 | 23 | 24 | 25 | 26 | 27 | 28 | 29 | 30 | 31 | 32 | 33 | 34 | 35 | 36 | 37 | 38 |
| --------- | - | - | -- | -- | -- | -- | -- | -- | -- | -- | -- | -- | -- | -- | -- | -- | -- | -- | -- | -- | -- | -- | -- | -- | -- | -- | -- | -- | -- | -- | -- | -- | -- | -- | -- | -- | -- | -- |
| Luogo     | T | C | T  | C  | T  | C  | T  | T  | C  | T  | C  | T  | C  | T  | C  | -  | T  | C  | T  | C  | T  | C  | T  | C  | T  | C  | C  | T  | C  | T  | C  | T  | C  | T  | -  | C  | T  | C  |
| Risultato | N | V | P  | N  | P  | N  | P  | P  | N  | P  | N  | V  | P  | P  | P  | -  | P  | P  | N  | V  | P  | N  | N  | N  | P  | N  | N  | V  | P  | N  | P  | P  | N  | N  | -  | V  | N  | N  |
| Posizione | 4 | 4 | 11 | 11 | 13 | 13 | 14 | 15 | 15 | 16 | 16 | 15 | 16 | 16 | 16 | 18 | 19 | 19 | 19 | 18 | 19 | 19 | 19 | 18 | 19 | 19 | 19 | 18 | 18 | 18 | 18 | 19 | 19 | 18 | 19 | 18 | 18 | 18 |

Fonte:  Serie B, su calcio.com. URL consultato il 12 maggio 2019 (archiviato dall'url originale il 15 maggio 2019).
Legenda:

Luogo: C = Casa; T = Trasferta. Risultato: V = Vittoria; N = Pareggio; P = Sconfitta.
- = Turno di riposo.

### Statistiche dei giocatori
Sono in corsivo i giocatori che hanno lasciato la squadra a competizioni in corso.
| Giocatore      | Serie B  | Serie B | Serie B     | Serie B    | Coppa Italia | Coppa Italia | Coppa Italia | Coppa Italia | Totale   | Totale | Totale      | Totale     |
| Giocatore      | Presenze | Reti    | Ammonizioni | Espulsioni | Presenze     | Reti         | Ammonizioni  | Espulsioni   | Presenze | Reti   | Ammonizioni | Espulsioni |
| -------------- | -------- | ------- | ----------- | ---------- | ------------ | ------------ | ------------ | ------------ | -------- | ------ | ----------- | ---------- |
| S. Anđelković  | 14       | 0       | 2           | 0          | -            | -            | -            | -            | 14       | 0      | 2           | 0          |
| Y. Baraye      | 13       | 2       | 7           | 0          | -            | -            | -            | -            | 13       | 2      | 7           | 0          |
| M. Barisić     | -        | -       | -           | -          | -            | -            | -            | -            | -        | -      | -           | -          |
| L. Belingheri  | 8        | 0       | 1           | 0          | 1            | 0            | 0            | 0            | 9        | 0      | 1           | 0          |
| F. Bonazzoli   | 35       | 8       | 5           | 0          | 2            | 0            | 0            | 0            | 37       | 8      | 5           | 0          |
| J. Broh        | 17       | 0       | 1           | 0          | 1            | 0            | 0            | 0            | 18       | 0      | 1           | 0          |
| S. Calvano     | 13       | 0       | 4           | 0          | -            | -            | -            | -            | 13       | 0      | 4           | 0          |
| A. Capello     | 29       | 6       | 4           | 1          | 2            | 0            | 0            | 0            | 31       | 6      | 4           | 1          |
| D. Capelli     | 17       | 0       | 7           | 0          | 2            | 1            | 0            | 0            | 19       | 1      | 7           | 0          |
| D. Cappelletti | 30       | 4       | 11          | 1          | 0            | 0            | 0            | 0            | 30       | 4      | 11          | 1          |
| P. Ceccaroni   | 15       | 0       | 0           | 0          | 1            | 0            | 0            | 0            | 16       | 0      | 0           | 0          |
| M. Chinellato  | 3        | 0       | 0           | 0          | -            | -            | -            | -            | 3        | 0      | 0           | 0          |
| N. Cherubin    | 15       | 0       | 3           | 0          | -            | -            | -            | -            | 15       | 0      | 3           | 0          |
| A. Cisco       | 6        | 1       | 1           | 0          | 0            | 0            | 0            | 0            | 6        | 1      | 1           | 0          |
| L. Clemenza    | 22       | 2       | 1           | 0          | -            | -            | -            | -            | 22       | 2      | 1           | 0          |
| A. Cocco       | 6        | 0       | 1           | 0          | -            | -            | -            | -            | 6        | 0      | 1           | 0          |
| S. Contessa    | 15       | 0       | 2           | 0          | 2            | 0            | 0            | 0            | 17       | 0      | 2           | 0          |
| F. Della Rocca | 4        | 0       | 1           | 1          | 1            | 0            | 0            | 0            | 5        | 0      | 1           | 1          |
| A. Favaro      | -        | -0      | -           | -          | 0            | -0           | 0            | 0            | 0        | -0     | 0           | 0          |
| M. Guidone     | 5        | 0       | 0           | 0          | 2            | 0            | 0            | 0            | 7        | 0      | 0           | 0          |
| C. Karamoko    | 1        | 0       | 0           | 0          | -            | -            | -            | -            | 1        | 0      | 0           | 0          |
| A. Longhi      | 11       | 0       | 3           | 0          | -            | -            | -            | -            | 11       | 0      | 3           | 0          |
| L. Lollo       | 14       | 0       | 4           | 0          | -            | -            | -            | -            | 14       | 0      | 4           | 0          |
| N. Madonna     | 3        | 0       | 1           | 0          | 1            | 0            | 0            | 0            | 4        | 0      | 1           | 0          |
| M. Mandorlini  | 1        | 0       | 0           | 0          | -            | -            | -            | -            | 1        | 0      | 0           | 0          |
| D. Marcandella | 12       | 0       | 0           | 0          | 1            | 0            | 0            | 0            | 13       | 0      | 0           | 0          |
| D. Mazzocco    | 18       | 4       | 5           | 1          | 2            | 0            | 0            | 0            | 20       | 4      | 5           | 1          |
| J. Mbakogu     | 9        | 3       | 2           | 0          | -            | -            | -            | -            | 9        | 3      | 2           | 0          |
| D. Merelli     | 13       | -23     | 0           | 1          | 2            | -2           | 0            | 0            | 15       | -25    | 0           | 1          |
| S. Minelli     | 18       | -18     | 1           | 0          | -            | -0           | -            | -            | 18       | -18    | 1           | 0          |
| M. Minesso     | 7        | 0       | 1           | 0          | 0            | 0            | 0            | 0            | 7        | 0      | 1           | 0          |
| M. Morganella  | 12       | 1       | 4           | 0          | -            | -            | -            | -            | 12       | 1      | 4           | 0          |
| L. Moro        | 2        | 0       | 0           | 0          | -            | -            | -            | -            | 2        | 0      | 0           | 0          |
| S. Perisan     | 5        | -8      | 0           | 0          | 0            | 0            | 0            | 0            | 5        | -8     | 0           | 0          |
| G. Pinzi       | 6        | 0       | 0           | 0          | 0            | 0            | 0            | 0            | 6        | 0      | 0           | 0          |
| N. Pulzetti    | 28       | 2       | 7           | 0          | 2            | 0            | 1            | 0            | 30       | 2      | 8           | 0          |
| L. Ravanelli   | 16       | 2       | 3           | 0          | 2            | 0            | 0            | 0            | 18       | 2      | 3           | 0          |
| S. Salviato    | 8        | 0       | 0           | 0          | 2            | 0            | 1            | 0            | 10       | 0      | 1           | 0          |
| V. Sarno       | 1        | 0       | 1           | 0          | -            | -            | -            | -            | 1        | 0      | 1           | 0          |
| M. Scevola     | -        | -       | -           | -          | -            | -            | -            | -            | -        | -      | -           | -          |
| R. Serena      | 9        | 0       | 0           | 0          | -            | -            | -            | -            | 9        | 0      | 0           | 0          |
| T. Trevisan    | 25       | 1       | 9           | 0          | 1            | 0            | 0            | 0            | 26       | 1      | 9           | 0          |
| A. Vogliacco   | 1        | 0       | 0           | 0          | -            | -            | -            | -            | 1        | 0      | 0           | 0          |
| E. Zambataro   | 11       | 0       | 0           | 0          | 1            | 0            | 0            | 0            | 12       | 0      | 0           | 0          |

## Organigramma settore giovanile
Responsabili
- Responsabile Settore Giovanile: Fulvio Simonini
- Responsabile Organizzativo: Michele Capovilla
- Segreteria: Marianna Bonaldi
- Amministrazione: Katia Fassina
- Segretario Sportivo Prima Squadra: Fabio Pagliani
- Responsabile Attività di Base: Alberto Piva
- Responsabile Scouting: Ottorino Cavinato
- Responsabile Gemellate-Logistica: Federico Nichele
- Web Editor: Dante Piotto
- Addetto Stampa: Massimo Candotti
- Responsabile Scuola Calcio: Luca Romaniello
- Responsabile Tecnico Scuola Calcio: Antonio Biancucci
- Tutor Foresteria: Marco Dal Moro

Collaboratori tecnici
- Maestro della tecnica: Luigi Capuzzo
- Prima squadra e preparatore coordinamento Preparatori Atletici: Matteo Zambello
- Collaboratore tecnico: Daniele Bargellini
- Responsabile portieri: Andrea Cano
- Scuola Portieri: Daniele Fiorin, Giulio Broetto, Paolo Zanin
- Osservatori: Edoardo Bortolotto, Andrea Ervigi, Antonino Romeo, Carlo Spolaore, Paolo Stramazzo
- Autisti: Dario Bassan, Alessandro Carturan, Rocco Calderazzo, Claudio Canzian, Alberto Fulici, Gianni Fulici, Francesco Nicoletto, Corrado Speranza

Organigramma tecnico
- Preparatori atletici: Vincenzao Piermatteo, Alessandro Pastore, Andrea De Rossi, Antonio Biancucci,
- Squadra Berretti – Matteo Centurioni (allenatore)
- Squadra Under 17 Lega Pro – Emanuele Pelizzaro (allenatore) – Andrea Baldin (allenatore in seconda)
- Squadra Under 16 Lega Pro – Massimo Pedriali (allenatore) – Simone Viale (allenatore in seconda)
- Squadra Under 15 Lega Pro – Claudio Ottoni (allenatore)
- Squadra Giovanissimi Regionali Fascia “B” – Lorenzo Simeoni (allenatore)
- Squadra Giovanissimi Professionisti 05 – Filippo Scarani (allenatore) – Andrea Valentinetti (allenatore in seconda) – Alex Rizzato (allenatore in seconda)
- Squadra Esordienti (2006) – Roberto Curci (allenatore) – Daniele Longato (allenatore in seconda) – Federico Lazzarini (allenatore in seconda)
- Squadra Esordienti (2007) – Davide Checchini (allenatore) – Michael Dozzo (allenatore in seconda)
- Squadra Pulcini (2008) – Simone Viale (allenatore) – Pierfrancesco Ciraolo (allenatore in seconda)
- Squadra Pulcini (2009) – Luca Nadalet (allenatore) – Alessandro Palmieri (allenatore in seconda)
- Academy Giovanissimi 2003/2004 SC: Cosimo Chiefa (allenatore) – Andrea Ghiro (allenatore in seconda)
- Academy Esordienti a 9 2005 SC: Andrea Bonfanti (allenatore) – Francesco Bosco (allenatore in seconda)
- Academy Esordienti a 9 2006 SC: Matteo Guiotto (allenatore) – Pierfrancesco Ciraolo (allenatore in seconda)

Staff sanitario
- Resp. Sanitario Settore Giovanile: Stefano Paiaro
- Prima Squadra e Coordinamento Fisioterapisti: Filippo Ranzato
- Medici: Gino Degano, Daniele Numitore
- Fisioterapisti: Andrea Righetto, Caterina Zuin
- Psicologa: Cinzia Mattiolo

Dirigenti accompagnatori
- Berretti: Alfredo Bellini, Giuseppe Leli, Giovanni Carones, Pietro Sollo
- Under 17: Michele Sandonà, Diego Vezzaro, Massimo Pettenello
- Under 16: Roberto Grego, Sergio Rosselli
- Under 15: Paolo Sarti, Sergio Zanato
- Giovanissimi Fascia B: Emiliano Agostini, Martino Carello
- Giovanissimi Professionisti: Stefano Calore, Michele Sena
- Esordienti 2006: Alessio Salmaso, Antonio Carrisi, Stefano Borgato
- Esordienti 2007: Riccardo Cusin, Michele Burattin
- Pulcini 2008: Giuseppe Nardo, Domenico Sallustio
- Pulcini 2009: Daniele Beccegato, Marco Izzo
- Academy Giovanissimi 2003/2004 SC: Alberto Magagnotti, Claudio Ferran

### Piazzamenti
- Campionato Primavera:
  - Allenatore: Matteo Centurioni
  - Campionato: 7º posto
- Under-17:
  - Allenatore: Emanuele Pellizzaro
  - Campionato: 13º posto
- Under-16:
  - Allenatore: Massimo Pedriali
  - Campionato: 7º posto
- Under-15:
  - Allenatore: Claudio Ottoni
  - Campionato: 12º posto
- Giovanissimi professionisti 2004:
  - Allenatore: Lorenzo Simeoni
  - Campionato: 8º posto